# رهج الغار
رهج الغار أو الزرنيخ الأحمر (بالإنجليزية: Realgar)‏ هو معدن كبريتيد الزرنيخ (α-As4S4)

## معرض صور

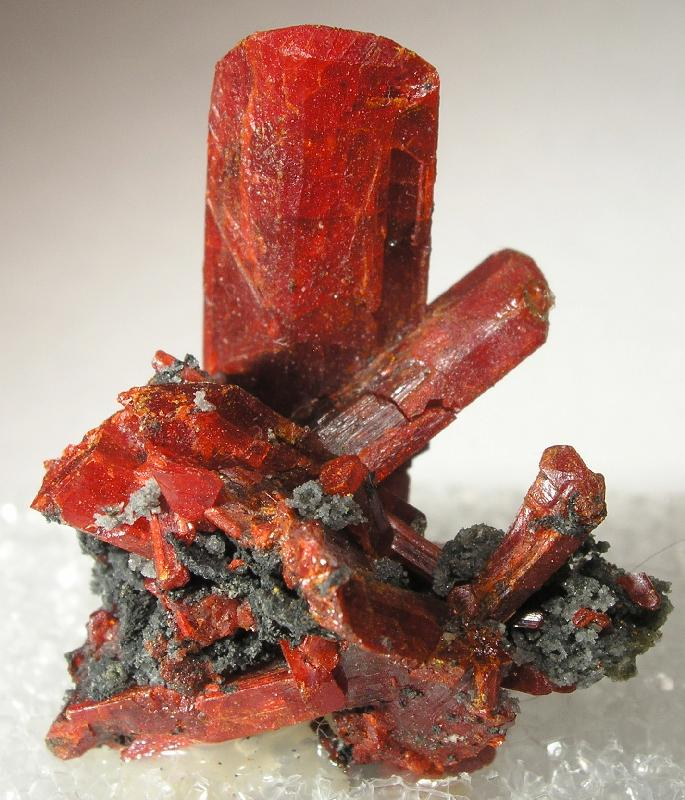
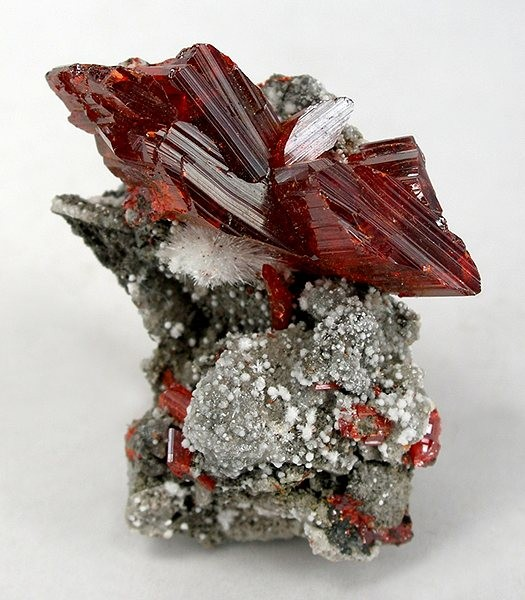
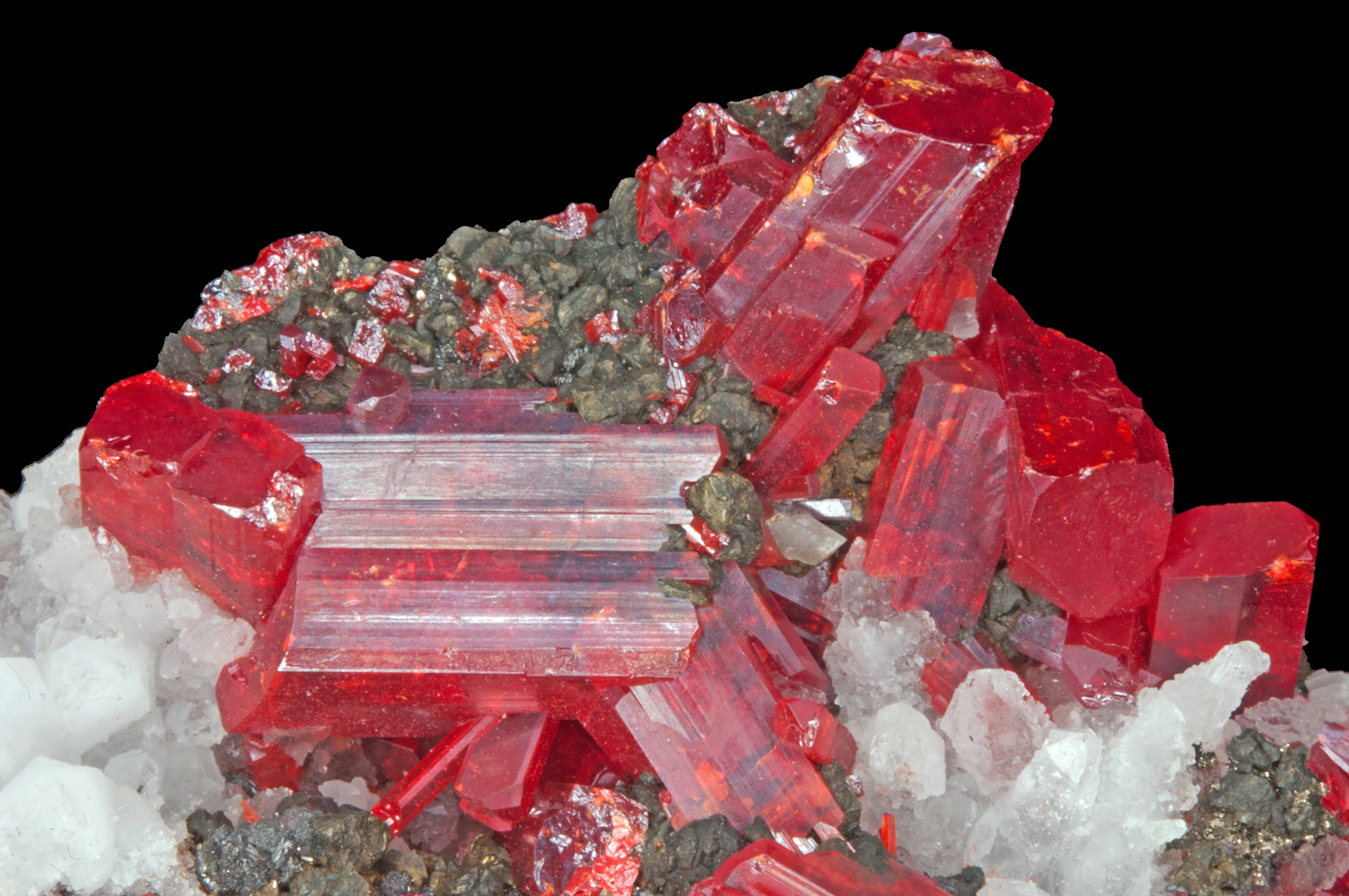
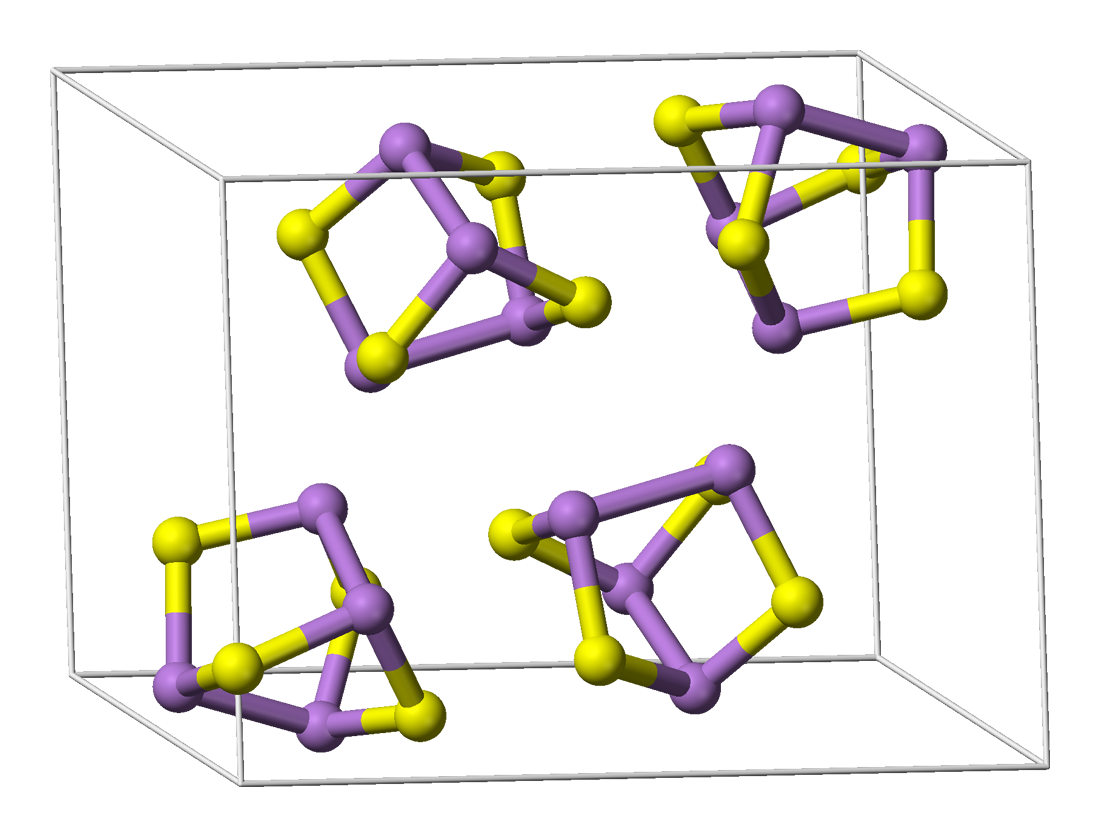